# 15. Międzynarodowy Festiwal Filmowy w Cannes
15. Międzynarodowy Festiwal Filmowy w Cannes odbył się w dniach 7−23 maja 1962 roku. Imprezę otworzył pokaz francuskiego filmu Kochankowie z Teruel w reżyserii Raymonda Rouleau.
Jury pod przewodnictwem japońskiego poety Tetsurō Furukakiego przyznało nagrodę główną festiwalu, Złotą Palmę, brazylijskiemu filmowi Ślubowanie w reżyserii Anselmo Duarte.

## Jury Konkursu Głównego
- Tetsurō Furukaki, japoński poeta − przewodniczący jury[2]
- Henry Deutschmeister, francuski producent filmowy - wiceprzewodniczący jury
- Sophie Desmarets, francuska aktorka
- Jean Dutourd, francuski pisarz
- Mel Ferrer, amerykański aktor
- Romain Gary, francuski pisarz
- Jerzy Kawalerowicz, polski reżyser
- Ernst Krüger, niemiecki producent filmowy
- Julij Rajzman, rosyjski reżyser
- Mario Soldati, włoski reżyser
- François Truffaut, francuski reżyser